# フェニルアラニン/チロシンアンモニアリアーゼ
フェニルアラニン/チロシンアンモニアリアーゼ(Phenylalanine/tyrosine ammonia-lyase、EC 4.3.1.25)は、以下の化学反応を触媒する酵素である。
(1) L-フェニルアラニン{\displaystyle \rightleftharpoons } trans-ケイ皮酸 + アンモニア
(2) L-チロシン{\displaystyle \rightleftharpoons } trans-p-ヒドロキシケイ皮酸 + アンモニア
系統名は、L-フェニルアラニン(or L-チロシン):trans-ケイヒ酸(or trans-p-ヒドロキシケイ皮酸)アンモニアリアーゼ(L-phenylalanine(or L-tyrosine):trans-cinnamate(or trans-p-hydroxycinnamate) ammonia-lyase)である。他に、PTAL、bifunctional PALとも呼ばれる。この酵素は、芳香族アミノ酸リアーゼファミリーの1つである。